# Acropyga dubia
Acropyga dubia är en myrart som beskrevs av Vladimir Aphanasjevich Karavaiev 1933. Acropyga dubia ingår i släktet Acropyga och familjen myror. Inga underarter finns listade i Catalogue of Life.